# Grupa Mozyrska

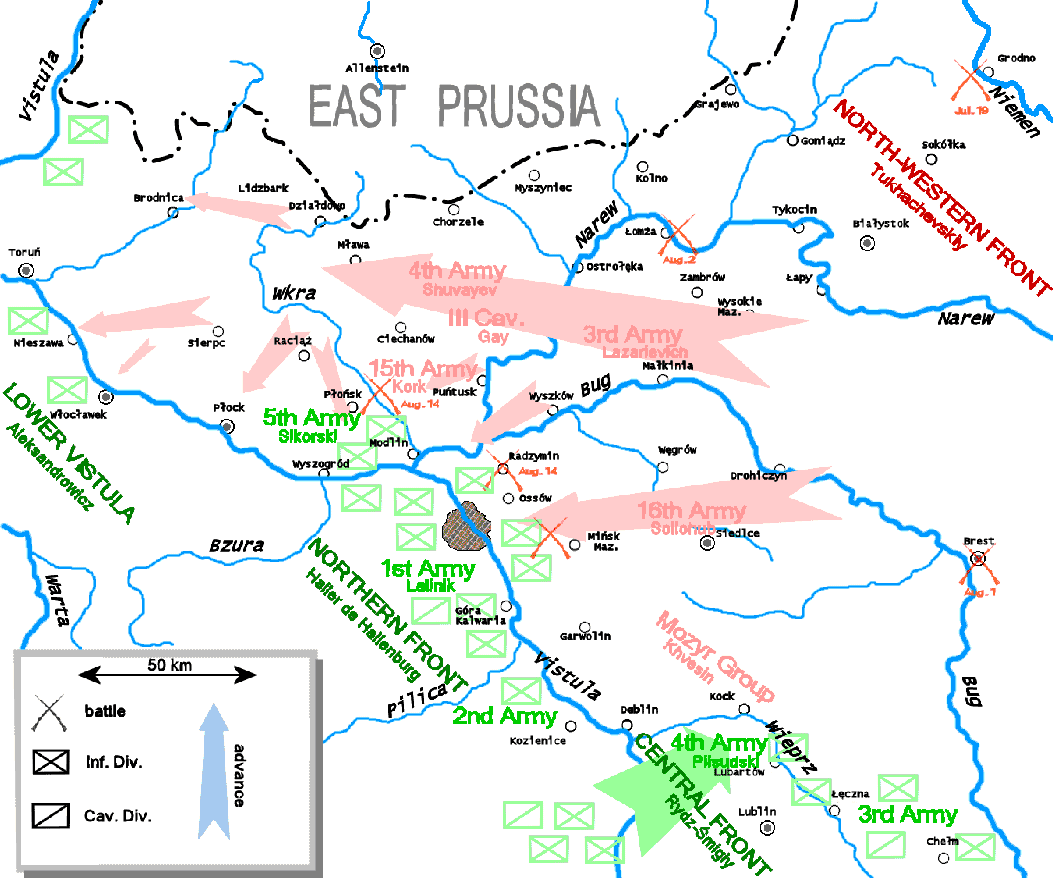
I faza Bitwy Warszawskiej

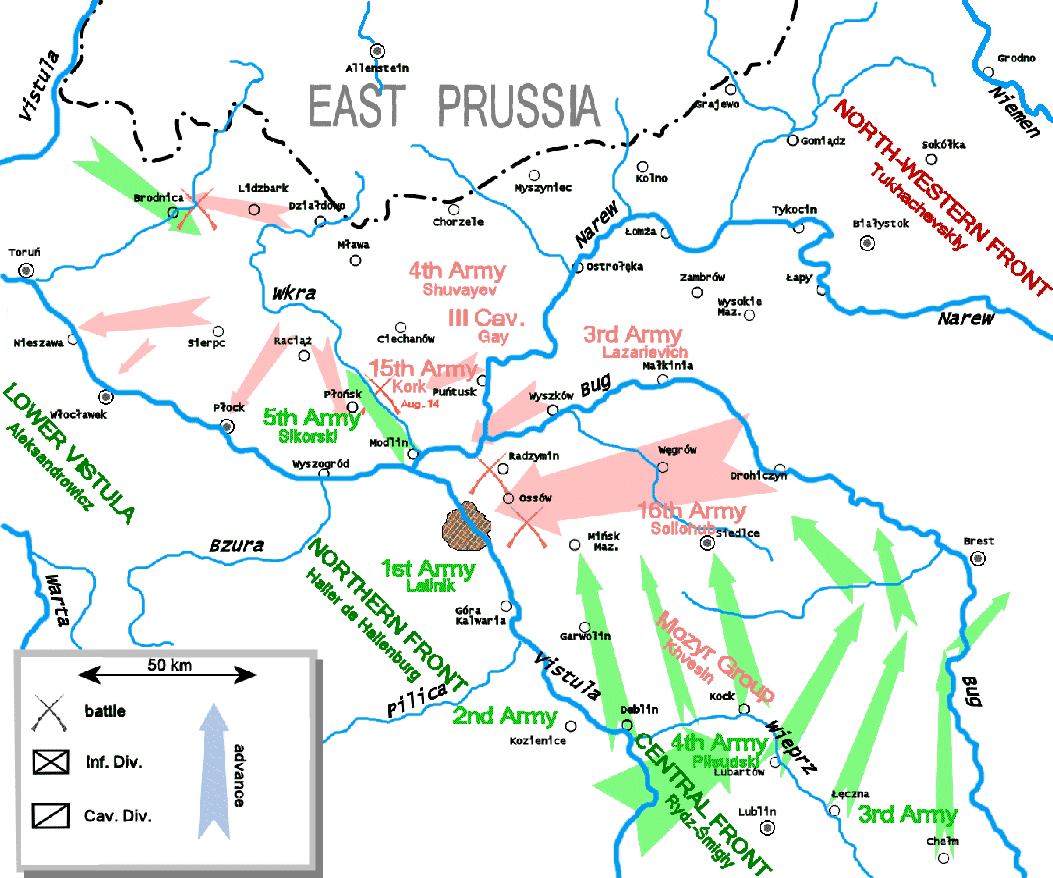
II faza Bitwy Warszawskiej – kontruderzenie znad Wieprza

Grupa Mozyrska (ros. Мозырская группа) – zgrupowanie osłonowe wojsk Frontu Zachodniego dowodzonego przez Michaiła Tuchaczewskiego podczas wojny polsko-bolszewickiej latem 1920.
Główne siły wojsk bolszewickich nacierających na Warszawę osłaniała od południa grupa wojsk, której dowódca Tichon Chwiesin przybył 12 sierpnia do Brześcia Litewskiego. Nazwa formacji pochodzi od Mozyrza, miejsca uformowania jej podczas walk z polską Grupą Poleską.
Siły Grupy Mozyrskiej, w skład której wchodziły 57 Dywizja Strzelców i tak zwany „oddział kombinowany”, rozciągnięte były na przestrzeni blisko 200 kilometrów. 57 Dywizja Strzelców, licząca 6438 żołnierzy, działała na froncie od Maciejowic po Ryki i dalej wzdłuż Wieprza po Kock, a oddział kombinowany (około 3000 żołnierzy) działał w rejonie Wohyń-Parczew. Bardziej na wschód – bo w rejonie Cyców-Tarnów-Włodawa – znajdowała się 58 Dywizja Strzelców, która jednak w skład Grupy Mozyrskiej nie wchodziła.
Tak więc na przedpolu 4 Armii Wojska Polskiego przygotowującej się do kontruderzenia znad Wieprza znajdowała się tylko 57 Dywizja Strzelców składająca się z trzech brygad: 169 Brygada Strzelców rozmieszczona była w rejonie Kobylnica-Kraski Górne skąd miała przystąpić do forsowania Wisły, 170 Brygada Strzelców skoncentrowana była w rejonie Kocka, z zadaniem forsowania Wieprza i zajęcia Lubartowa, a 171 Brygada Strzelców rozmieszczona w rejonie Stara Dąbia-Stary Bazanów przygotowywała się do uderzenia na Dęblin. Zadaniem oddziału kombinowanego miało być wyparcie oddziałów polskich z Parczewa. Dodatkowo w okolicy Siedlec znajdowała się 2 Kazańska Brygada Kawalerii podporządkowana 16 Armii.
Realizując rozkaz Tuchaczewskiego dowódca Grupy Mozyrskiej zamierzał głównymi siłami 57 Dywizji Strzelców opanować rejon Dęblin-Kozienice i w tym celu przygotowywał się do przekroczenia Wisły pod Maciejowicami. Równocześnie część sił skierował na południowy zachód, z zadaniem forsowania Wieprza na odcinku Kock-Lubartów i następnie odepchnięcia oddziałów polskich znad Wieprza, skąd mogły one zagrażać lewemu skrzydłu 16 Armii. Jednocześnie na północy siły Chwiesina utrzymywały łączność z 8 Dywizją Strzelców ze składu 16 Armii, walczącą z siłami polskimi na odcinku Garwolin-Osieck-Karczew.

Dowództwo Grupy Mozyrskiej zupełnie nie spodziewało się uderzenia z południowego zachodu, sądząc do ostatniej chwili, że przed bolszewikami znajdują się jedynie słabe siły polskie. W rezultacie 16 sierpnia, gdy uderzenie 4 Armii nastąpiło, opór bolszewicki był tak słaby, że: 

Dywizje szły prawie bez kontaktu z nieprzyjacielem, gdyż nieznacznych potyczek w tym czy innym miejscu z jakiemiś małymi grupkami, które natychmiast po zetknięciu się z nimi rozpraszały się i uciekały, kontaktem nazwać bym się nie ośmielił.

W wyniku uderzenia sił polskich Grupa Mozyrska przestała istnieć; po 16 sierpnia jej nazwa nie pojawia się więcej w dokumentach.